# Arboriste
Un arboriste (du latin arbor, « arbre ») est un praticien, spécialiste de l'entretien des arbres d’ornement.
Il se différencie de l'arboriculteur et du sylviculteur par son absence de préoccupation de production agricole : fruits, bois, etc.
Les arboristes-élagueurs, ou élagueurs, mènent des actions dans et sur les arbres. Ils agissent en intégrant les connaissances en arboriculture d’ornement, les mesures de préservation et de protection des arbres, ainsi que les règles de sécurité. Les travaux dans les arbres requièrent des qualifications et des compétences, avec une attention sur les conditions de sécurité dans le travail ainsi que sur les choix de gestions. Ils dispensent parfois de la formation technique ou théorique dans le cadre du certificat de spécialisation « arboriste élagueur ». 
Les arboristes conseils travaillent sur le diagnostic et le conseil a l’aide d’un champ de compétences relativement distinct de l’opérateur. Ils dispensent parfois aussi de la formation théorique. On distingue dans le conseil deux prestations possible, la consultation ou l’expertise, mais l’amalgame est cependant encore très présent en arboriculture. Le titre « d’expert » n'étant actuellement pas protégé, une grande variabilité de compétence et de qualité des prestations est observée en France.

## L'arboriste-élagueur

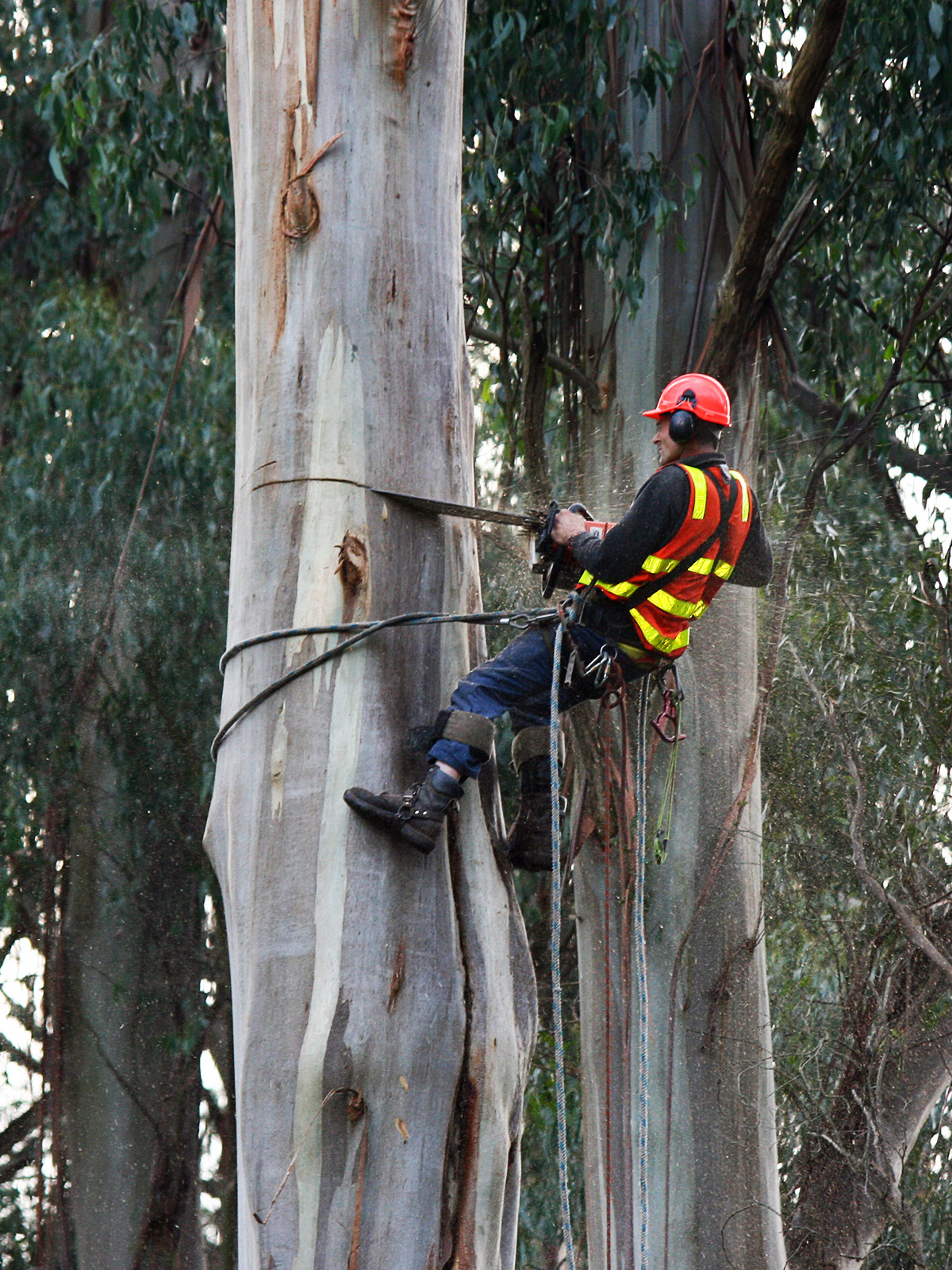
Arboriste éhoupant un eucalyptus

L'arboriste-élagueur est spécialisé dans les interventions de tailles, haubanage et abattages des arbres. Pour accéder et évoluer dans l'arbre, il utilise des techniques spécifiques de corde lorsque l’accès ou les types de travaux ne sont pas possibles en plateforme élévatrice mobile de personnel, et du matériel de taille (scies à main, scies à chaînes, sécateurs).

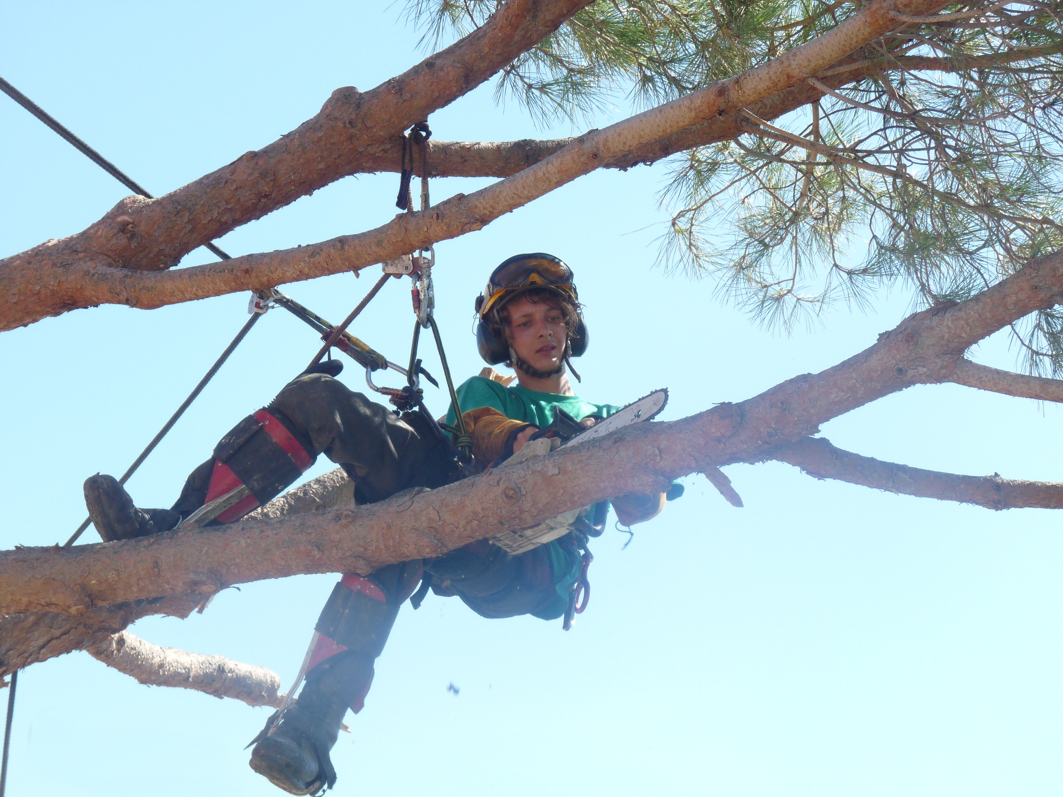
« Démontage » d'un pin

Les techniques anglo-saxonnes de taille raisonnée importées en France par Francis Dejonghe et trois membres de son équipe (O. Capoulade, P-Y Rinneteau, P. Follos) formés en Angleterre au début des années quatre-vingt ainsi que les récentes découvertes sur la dendro biologie ont permis à la profession d'évoluer. L'attachement aux règles de l'art, aux conduites de tailles dites intelligentes sont des principes d'arboriculture ornementale moderne, en opposition avec la taille dite drastique. 
L'arboriste-grimpeur élargit donc les fonctions de l'élagueur. Son travail peut inclure tout ou une partie des éléments suivants :
- travaux d'inspection et diagnostic ;
- travaux de taille et taille architecturée ;
- travaux de démontage et d'abattage d'arbre ;
- renforts structurels par haubanage, dynamique ou statique ;
- destruction de nids d'insectes (chenilles, frelons, etc.) ;
- pose de pièges à phéromones préventifs.

## Certifications
En France, il existe un certificat de spécialisation Gestion des arbres d’ornement, délivré par le ministère de l'Agriculture.
Non obligatoire pour les métiers autour du diagnostic et du conseil.
Pour l'arboriste-élagueur, le certificat de spécialisation Arboriste-élagueur est délivré par le ministère de l'Agriculture.
Non obligatoire pour la pratique de l'élagage.
Au Québec, certains CFP (Centre de formation professionnelle) offrent une formation menant à un diplôme d'études professionnelle en arboriculture-élagage reconnu par le MELS (Ministère de l'Éducation, du Loisir et du Sport), non obligatoire pour exercer le métier, mais très reconnue et recommandée. Il existe aussi une certification reconnue par la SIAQ (Société internationale d'arboriculture - Québec) et l'ISA (International Society of arboriculture).

## L'arboriste conseil
Parfois appelé "expert". Le titre d’expert en arboriculture ornementale ou d’agrément n’est pas réglementé actuellement en France. 
Son travail vise à réaliser des diagnostics pour identifier les travaux nécessaires dans un contexte, ou pour des besoins légaux. Il peut ainsi intervenir dans le cadre de :
- réalisation d'un plan de gestion du patrimoine arboré ;
- réalisation d'un inventaire ;
- plan de plantation, transplantation ;
- préconisation de conduite de taille, soutien structurel (haubanage) ;
- plan de prévention, de traitement des maladies ou des parasites ;
- diagnostic physiologique et biomécanique ;
- diagnostic des risques ;
- sondage des troncs (par pénétromètre ou tomographie) ;
- plan de prévention de la prédation.

Il est souvent amené à rédiger des rapports, mais peut, dans le cadre de la consultation, se contenter de prescriptions écrites.